# نقابة ممثلي الشاشة
نقابة ممثلي الشاشة (بالإنجليزية: Screen Actors Guild)‏ هي اتحاد نقابة عمال أمريكية والتي قدمت أكثر من 100 ألف ممثل تلفازي وفيلم وكومبارس على مستوى العالم. تأسست عام 1933 في محاولة للقضاء على استغلال الممثلين في هوليوود الذي أُجبروا على التعاقد لعدة سنوات مع استوديوهات أفلام الرئيسية التي لم تضع قيودًا على ساعات العمل أو الحد الأدنى من فترات الراحة.
ابتداءً من 1995، تمنح النقابة سنويًا جائزة نقابة ممثلي الشاشة والتي تعد مؤشرًا للنجاح في جوائز الأكاديمية.